# Прем'єр-ліга (Бахрейн)
Прем'єр-ліга Бахрейну (араб. ليمن الوطني لكرة القدم) — вищий футбольний турнір Бахрейну, що проводиться з 1956 року. Найбільш титулованим є клуб Аль-Мухаррак, що виграв понад половину з усіх проведених турнірів.

## Формат
У турнірі беруть участь 10 клубів. Проходить за системою осінь-весна. Клуб, що посів останнє місце клуб вилітає в Лігу 1. Незважаючи на те, що ігри проходять вдома та на виїзді, майже всі ігри грають на «Національному стадіоні».

## Чемпіони
| - 1956-57 : Аль-Мухаррак - 1957-58 : Аль-Мухаррак - 1958-59 : Аль-Наср - 1959-60 : Аль-Мухаррак - 1960-61 : Аль-Мухаррак - 1961-62 : Аль-Мухаррак - 1962-63 : Аль-Мухаррак - 1963-64 : Аль-Мухаррак - 1964-65 : Аль-Мухаррак - 1965-66 : Аль-Мухаррак - 1966-67 : Аль-Мухаррак - 1967-68 : Аль-Бахрейн (Мухаррак) - 1968-69 : Аль-Аглі (Манама) - 1969-70 : Аль-Мухаррак - 1970-71 : Аль-Мухаррак - 1971-72 : Аль-Аглі (Манама) - 1972-73 : Аль-Мухаррак - 1973-74 : Аль-Мухаррак - 1974-75 : Аль-Арабі - 1975-76 : Аль-Мухаррак - 1976-77 : Аль-Аглі (Манама) - 1977-78 : Аль-Бахрейн (Мухаррак) - 1978-79 : Аль-Хала | - 1979-80 : Аль-Мухаррак - 1980-81 : Аль-Бахрейн (Мухаррак) - 1981-82 : Аль-Ріффа - 1982-83 : Аль-Мухаррак - 1983-84 : Аль-Мухаррак - 1984-85 : Аль-Бахрейн (Мухаррак) - 1985-86 : Аль-Мухаррак - 1986-87 : Аль-Ріффа - 1987-88 : Аль-Мухаррак - 1988-89 : Аль-Бахрейн (Мухаррак) - 1989-90 : Аль-Ріффа - 1990-91 : Аль-Мухаррак - 1991-92 : Аль-Мухаррак - 1992-93 : Аль-Ріффа - 1993-94 : Іст Ріффа - 1994-95 : Аль-Мухаррак - 1995-96 : Аль-Аглі (Манама) - 1996-97 : Аль-Ріффа - 1997-98 : Аль-Ріффа - 1998-99 : Аль-Мухаррак - 1999–00 : Аль-Ріффа - 2000-01 : Аль-Мухаррак - 2002 : Аль-Мухаррак | - 2002-03 : Аль-Ріффа - 2003-04 : Аль-Мухаррак - 2004-05 : Аль-Ріффа - 2005-06 : Аль-Мухаррак - 2006-07 : Аль-Мухаррак - 2007-08 : Аль-Мухаррак - 2008-09 : Аль-Мухаррак - 2009-10 : Аль-Аглі (Манама) - 2010-11 : Аль-Мухаррак - 2011-12 : Аль-Ріффа - 2012-13 : Бусаітен - 2013-14 : Аль-Ріффа - 2014-15 : Аль-Мухаррак - 2015-16 : Аль-Хідд - 2016-17 : Малкія - 2017-18 : Аль-Мухаррак - 2018-19 : Аль-Ріффа - 2019-20 : Аль-Хідд - 2020-21 : Аль-Ріффа - 2021-22 : Аль-Ріффа - 2022-23 : Аль-Халдія - 2023-24 : Аль-Халдія |

## См. також
- Збірна Бахрейну з футболу
- Кубок АФК